# Plis (folkdräkt)

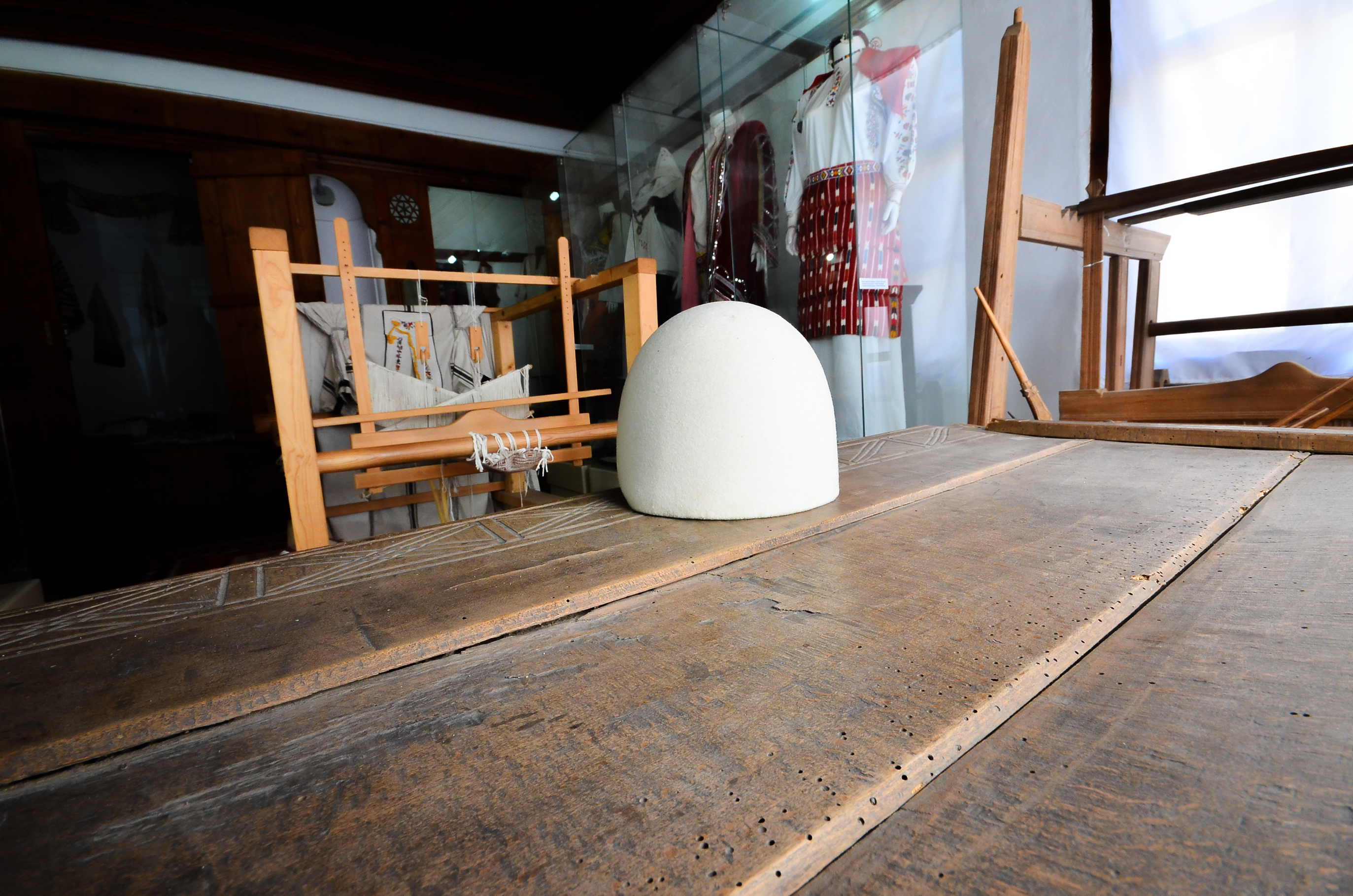
Plis från Kosovo

Plis eller Qeleshe är en traditionell mössa av tovad ull som bärs av albanerna. Den är alltid vit, men kan ha olika form. I norra Albanien och Kosovo är plisen rund och i centrala delarna av landet hög och kantig.
Plisen härstammar troligen från den illyriska kulturen. Den är så starkt förknippad med Albanien att den förbjöds i  Jugoslavien på 1960-talet.

## Galleri

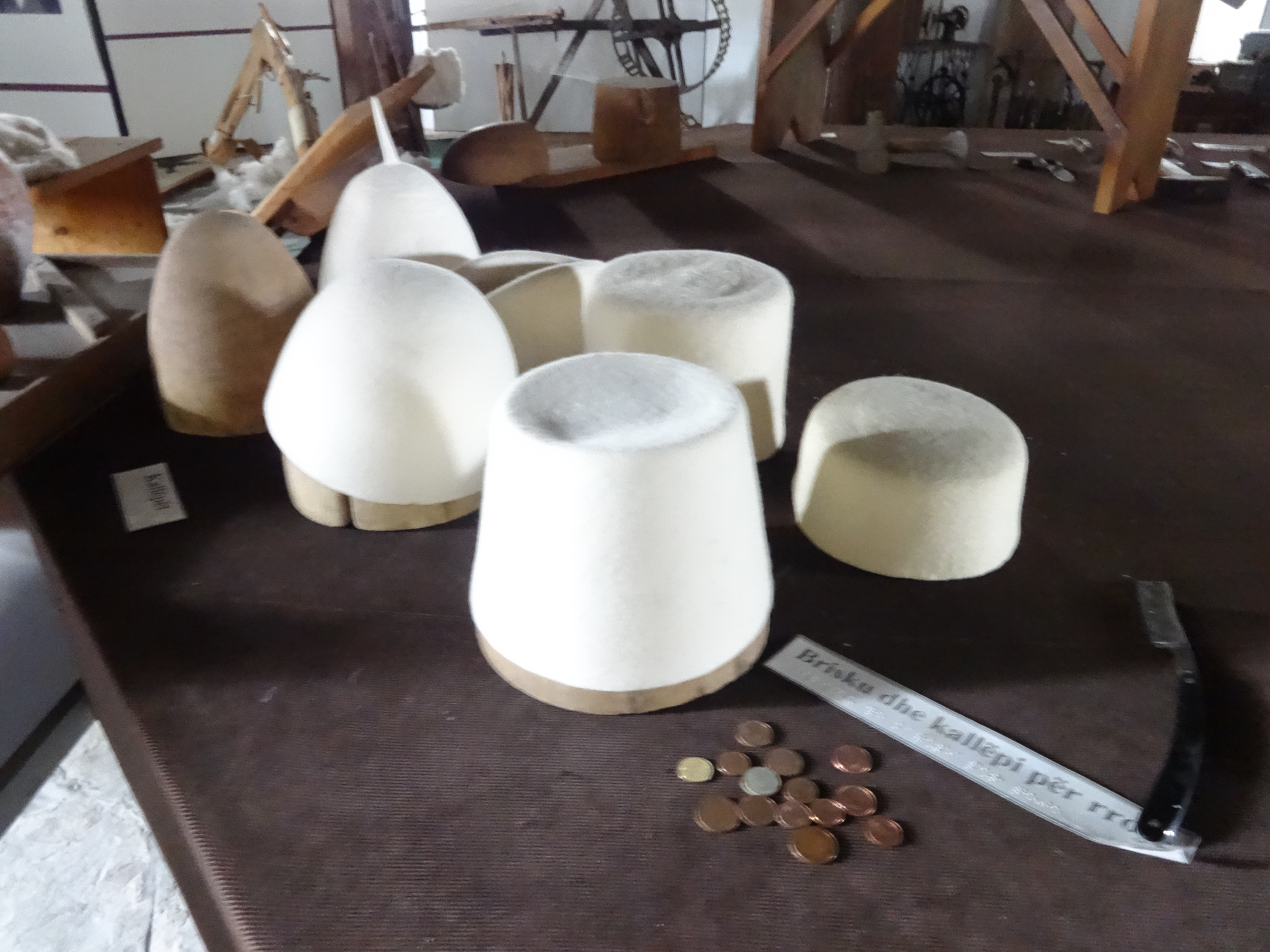
Olika varianter av plis
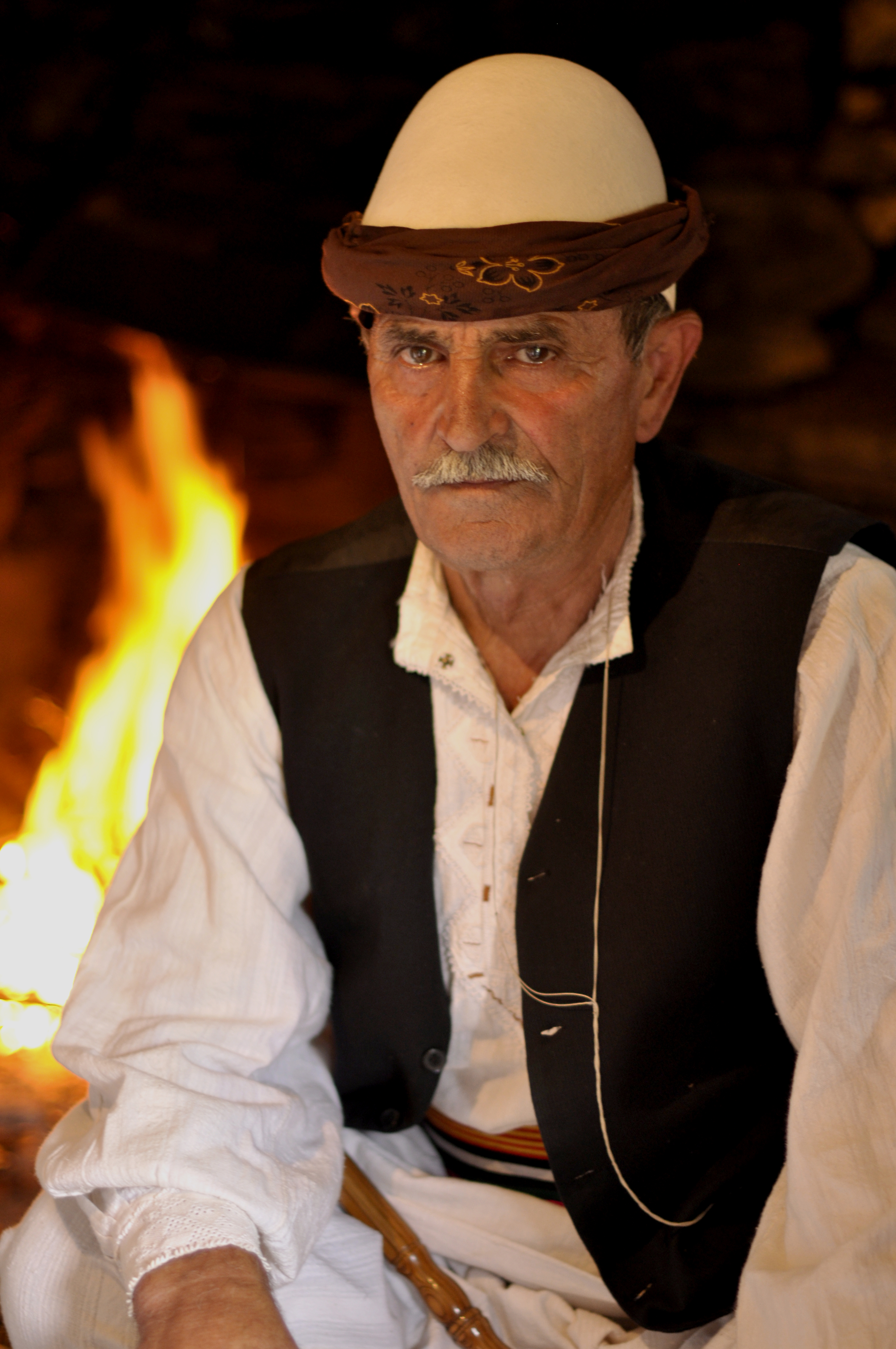
Man med plis.